# Parc zoologique de Clères
Le parc zoologique de Clères est un parc zoologique et botanique français, situé en Seine-Maritime, à Clères. Il est une propriété du conseil départemental de la Seine-Maritime. C'est une création de l'ornithologue Jean Delacour qui achète le domaine de Clères en 1919 pour y développer sa passion pour la zoologie, la botanique et l'ornithologie. Le parc zoologique de Clères est classé au titre des sites naturels, tandis que les différents éléments castraux préexistants au domaine sont inscrits au titre des monuments historiques.

## Histoire
En 1837, la famille des comtes de Béarn achète ce site existant depuis le Moyen Âge, mais la rénovation commence en 1864 avec le comte Louis-Hector de Béarn, qui fait combler le fossé entourant le château et dessiner un parc à l'anglaise aménagé par Édouard Busigny . L’ensemble des bâtiments est restauré sous la direction de l’architecte parisien Henri Parent, avec toutes les aménagements modernes telles que salles de bains, calorifères, eau courante à tous les étages, et décoré d'œuvres du sculpteur Jean-Baptiste Foucher. Malheureusement, l’ensemble de ces aménagements et décors intérieurs ont disparu avec l’incendie qui a ravagé le château le 15 février 1939,. Le 25 juin 1939, un autre incendie détruit les combles du manoir du XVIe siècle.
Le château échoit en 1913 à la duchesse de Choiseul-Praslin, qui le revend à Jean Delacour en 1919. Celui-ci réaménage le parc, où il crée un zoo, en acclimatant les espèces trouvées lors de ses voyages à travers le monde : en Amérique du sud, en Afrique, en Asie . Le parc est ouvert au public en 1930 et devient une attraction . Il ferme pendant la guerre et subit des bombardements, pendant l'invasion de 1940, puis à nouveau à la fin de la guerre. La majeure partie des oiseaux et des mammifères ont été les victimes de marché noir.  
Le parc rouvre le 25 mai 1947. L’après-guerre permet la reconstruction et Jean Delacour importe beaucoup d’animaux des États-Unis pour reconstituer les collections du parc. En 1960, Delacour prend sa retraite et s’installe à Clères où il rédige ses mémoires (The Living Air). En 1966, il cède l’établissement au Muséum national d'histoire naturelle pour poursuivre les missions de conservation des espèces, d’éducation et de recherche. 
Le 15 novembre 1988, un arrêté classe le zoo au titre de site naturel  Site classé. Les différents éléments castraux préexistants au domaine sont inscrits au titre des monuments historiques.
En 1989, le Muséum n'a plus les moyens d'entretenir et rénover le parc : le conseil général de la Seine-Maritime le lui achète pour un euro symbolique, et entreprend de nombreuses restaurations (salles d'exposition, toitures…).
Le zoo est membre de l'association européenne des zoos et aquariums et de l'association nationale des parcs zoologiques, fondée par Jean Delacour lui-même.

## Visite

### Site
De nombreuses essences d'arbres sont présentes dans le parc. Quelques arbres remarquables sont à noter : séquoia géant, ginkgo biloba, érable…
On y trouve aussi des bâtiments patrimoniaux : les ruines d'un château médiéval , un manoir construit au XVe siècle qui a été remanié plusieurs fois, surtout au XIXe siècle, avec sa cour intérieure ; un manoir à pans de bois du XVIe siècle et la cohue (bâtiment où se rendait la justice du bailliage de la ville)…
Le parc est desservi par la gare de Clères et la ligne de bus no 29.

### La collection animale

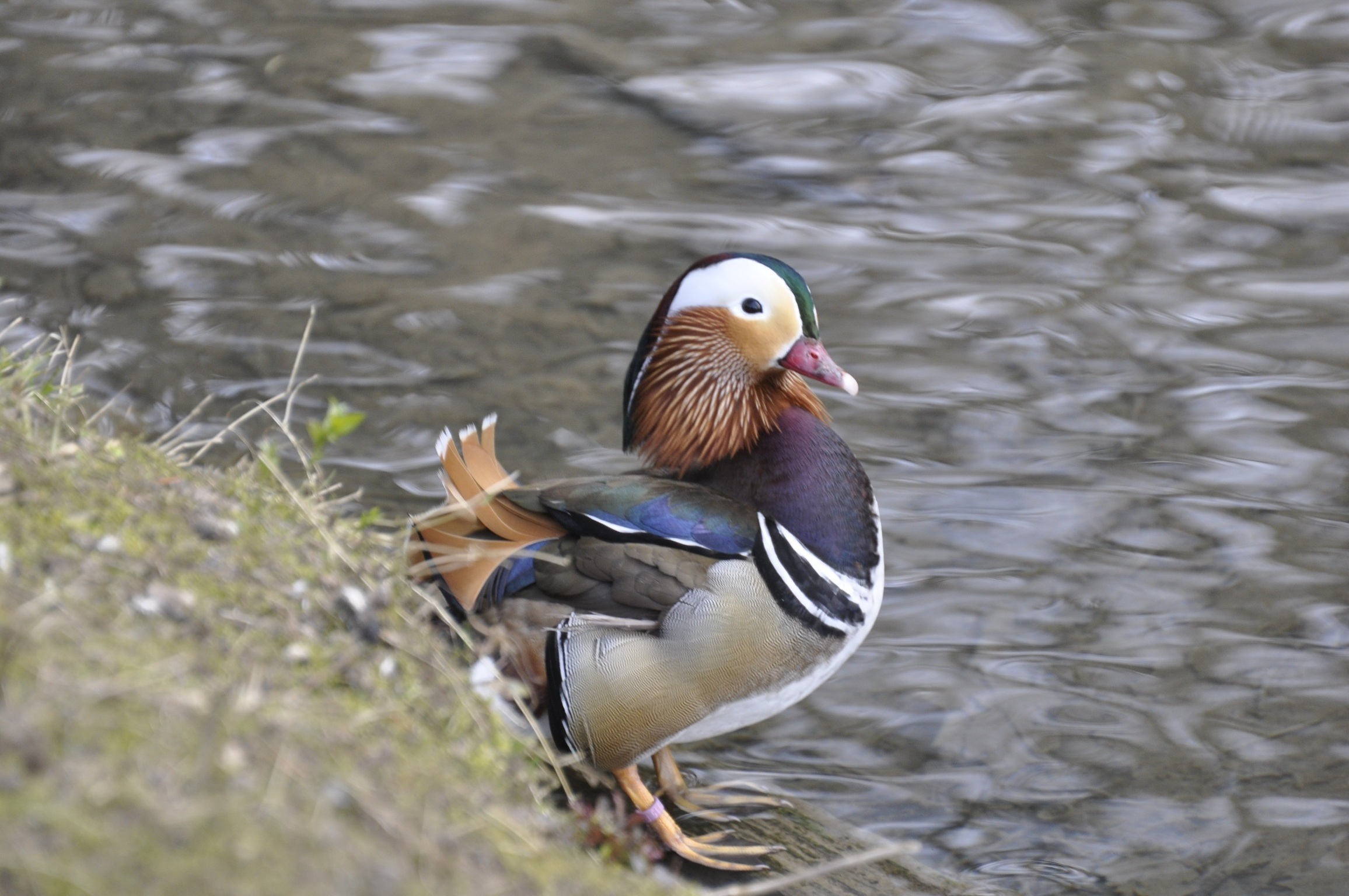
Le canard mandarin, un des nombreux anatidés du parc.

Le zoo abrite à présent de nombreuses espèces de mammifères et d'oiseaux, tels que le gibbon, le maki catta, le wallaby de Bennett, l'ibis sacré, la grue de Mandchourie, la chouette lapone…
Principalement ornithologique, la collection animale du parc de Clères comprend tout d’abord une quantité impressionnante d’anatidés. Des espèces diverses de cygnes, canards percheurs et plongeurs, sarcelles, pilets, dendrocygnes, oies et bernaches évoluent sur la rivière qui longe le parc et sur le plan d'eau principal.

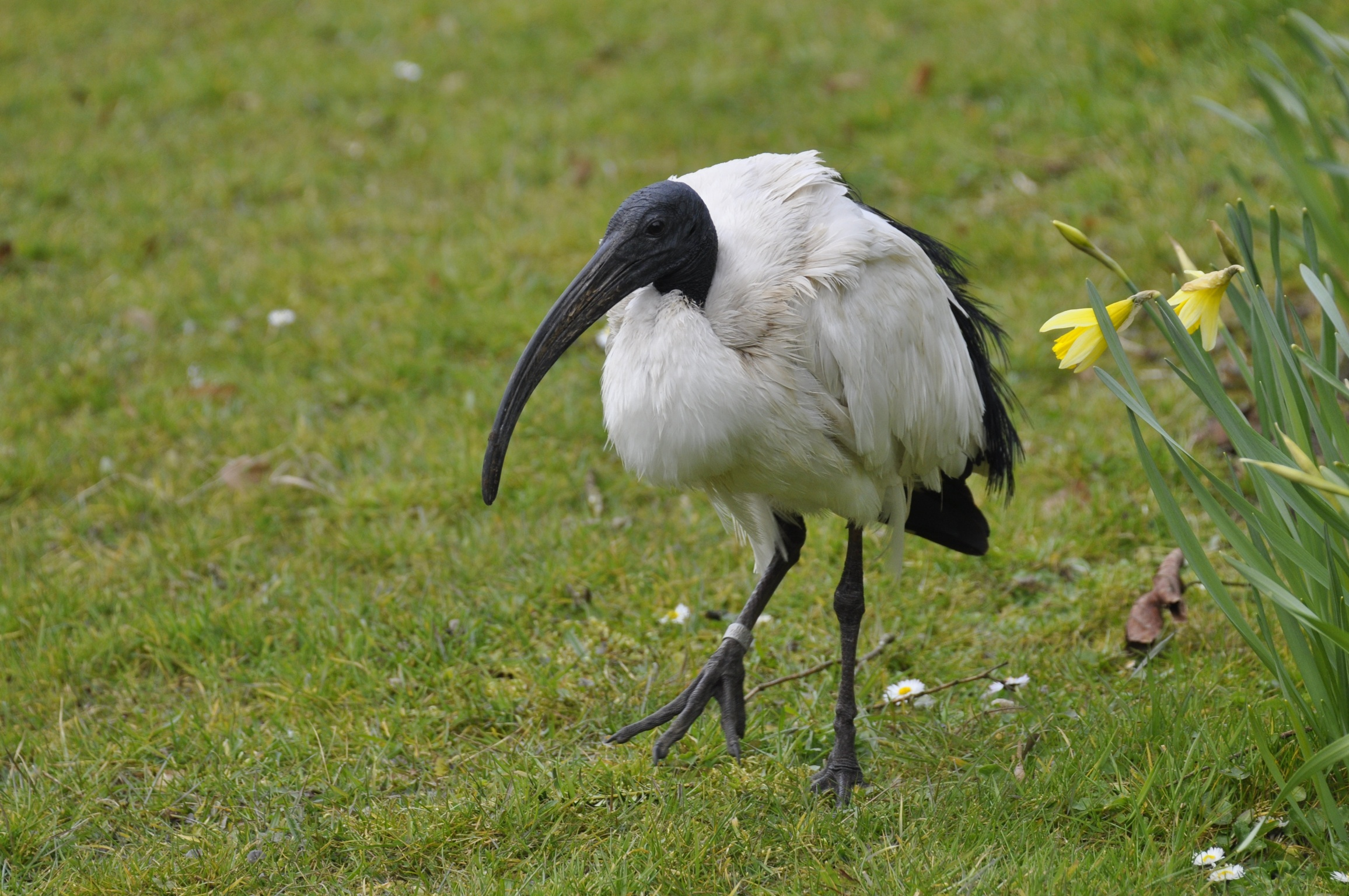
Les ibis sacrés déambulent dans le parc.

Des grues demoiselle de Numidie, des ibis sacrés, des paons, des flamants du Chili, des cigognes et des grues couronnées vivent également dans les différents espaces herbeux et boisés du parc. Depuis 2010, une colonie de pélicans frisés, espèce en voie de disparation, y a été introduite.
Dans de grandes volières aménagées, on retrouve des espèces moins communes et parfois menacées comme le faisan d'Edwards, le calao terrestre ou l'ibis chauve.

Beaucoup d'animaux évoluent en semi-liberté, dont un certain nombre de mammifères. Les wallabys de Bennett, les antilopes cervicapres et les hydropotes de Chine peuvent ainsi être observés sans clôtures et viennent parfois à la rencontre des visiteurs. Sur de petites îles, on aperçoit dans le feuillage des arbres les gibbons et les makis catta qui y vivent en toute quiétude. 

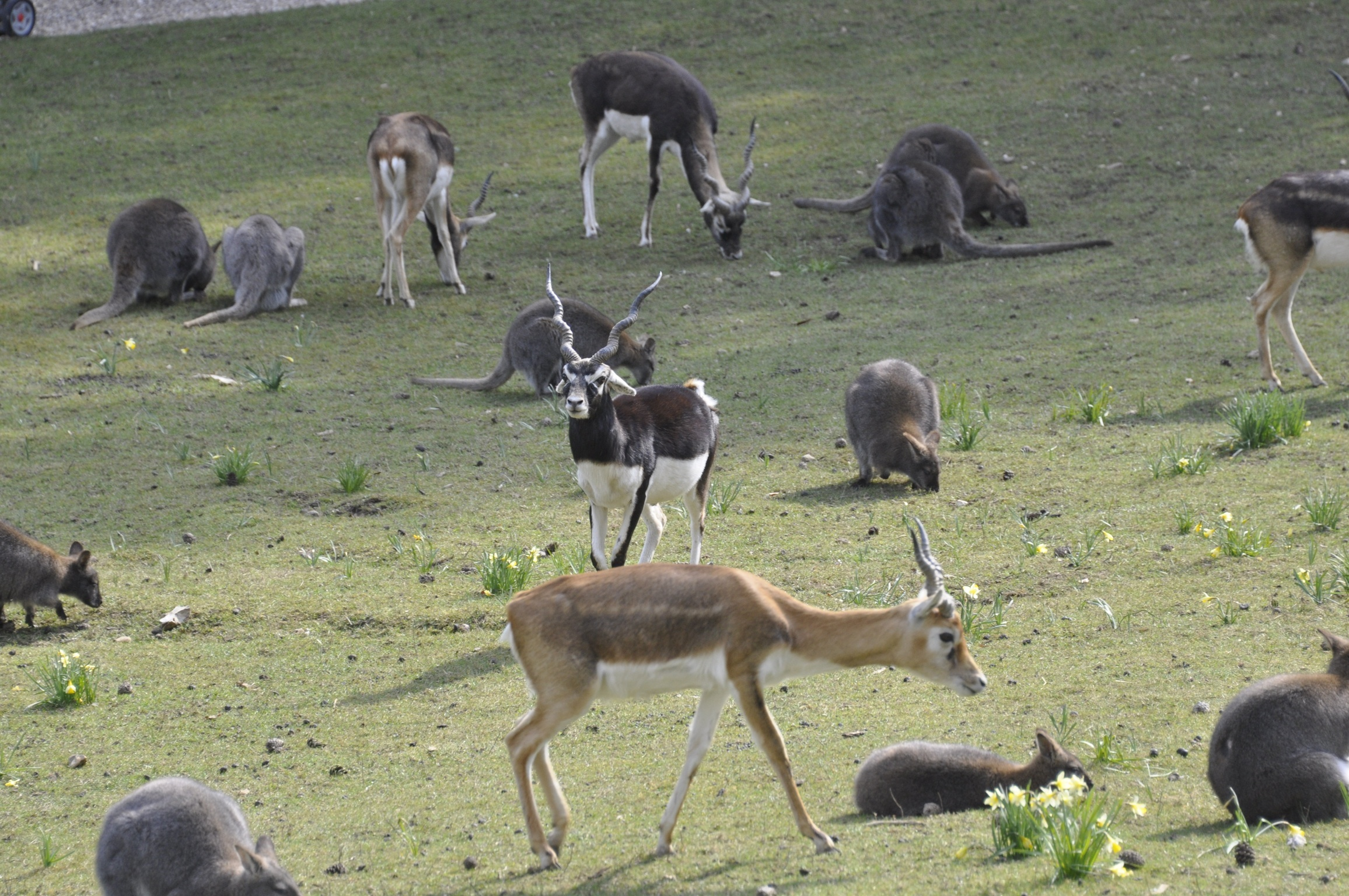
Les wallabys et les antilopes cervicapres évoluent en semi-liberté.

Le parc de Clères a également intégré dans sa collection animale un groupe reproducteur d'hapalémurs qui sont réputés en « danger critique d’extinction » : une première naissance a été enregistrée en 2008.
Les collections se sont enrichies de mammifères avec des pandas roux, des tamarins empereurs et des ouistitis pygmées. Depuis 2016, des restaurations importantes ont été menées sur les installations animalières.